# Musée archéologique d'Adıyaman
Le Musée archéologique d'Adıyaman ( turc : Adıyaman Müzesi) est un musée archéologique situé à Adıyaman, dans le sud-est de la Turquie. Il se trouve au coin du boulevard Atatürk et de l'avenue Cumhuriyet, en plein centre ville. Le musée présente des découvertes archéologiques provenant de la région environnante, ainsi que les artefacts issus des fouilles effectuées dans le cadre du projet du sud-est de l'Anatolie.

## Histoire

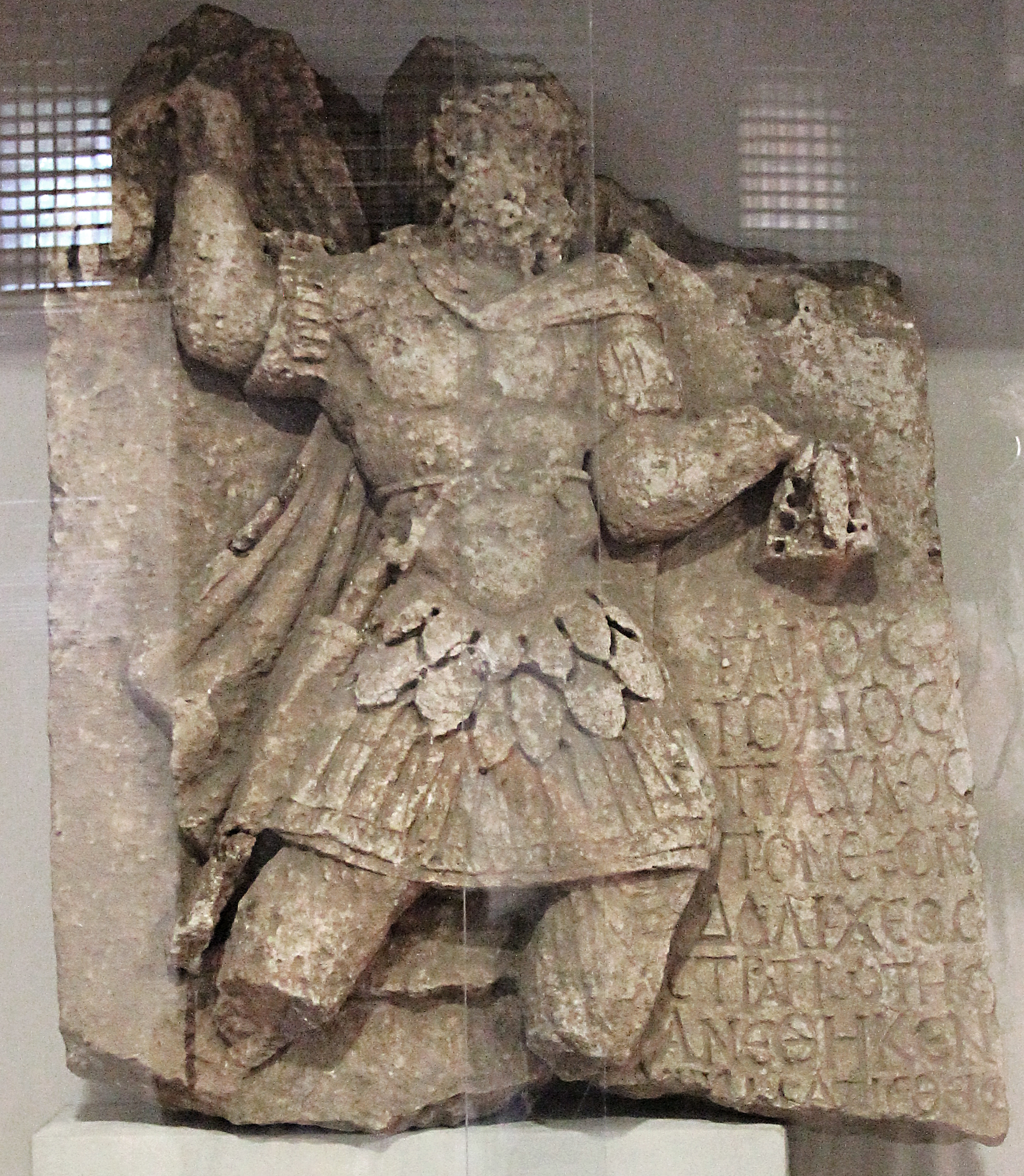
Relief votif de Jupiter Dolichenus provenant de la nécropole de Perrhe.

A la fin des années 1970, de nombreux sites archéologiques sont menacés par la construction d'un barrages hydroélectriques ; des fouilles de sauvetage sont engagées sur de nombreux sites du bassin de l'Euphrate autour d'Adıyaman dans le cadre du projet du sud-est de l'Anatolie. À partir de 1978, les résultats de ces fouilles sont conservés et présentés dans les locaux de la bibliothèque municipale. Le bâtiment actuel du musée a été achevé en 1982, date à laquelle Emin Yener en est devenu le premier directeur. 
Le musée a participé aux fouilles de sauvetage du tumulus de Levzin et des Tumuli de Sofraz (de) et de Haraba, ainsi que dans les fouilles de la ville commagénienne de Perrhé, (dénommées localement ruines de Pirin) située au sein de la ville moderne d'Adıyaman. 
Depuis 2008, le musée est partie prenante du dispositif  Research Centre for Asia Minor (de) en collaboration avec Margherita Facella de Pise et Charles Crowther d'Oxford, afin d'enregistrer et de traiter les inscriptions conservées dans le musée.

## Bâtiments d'exposition

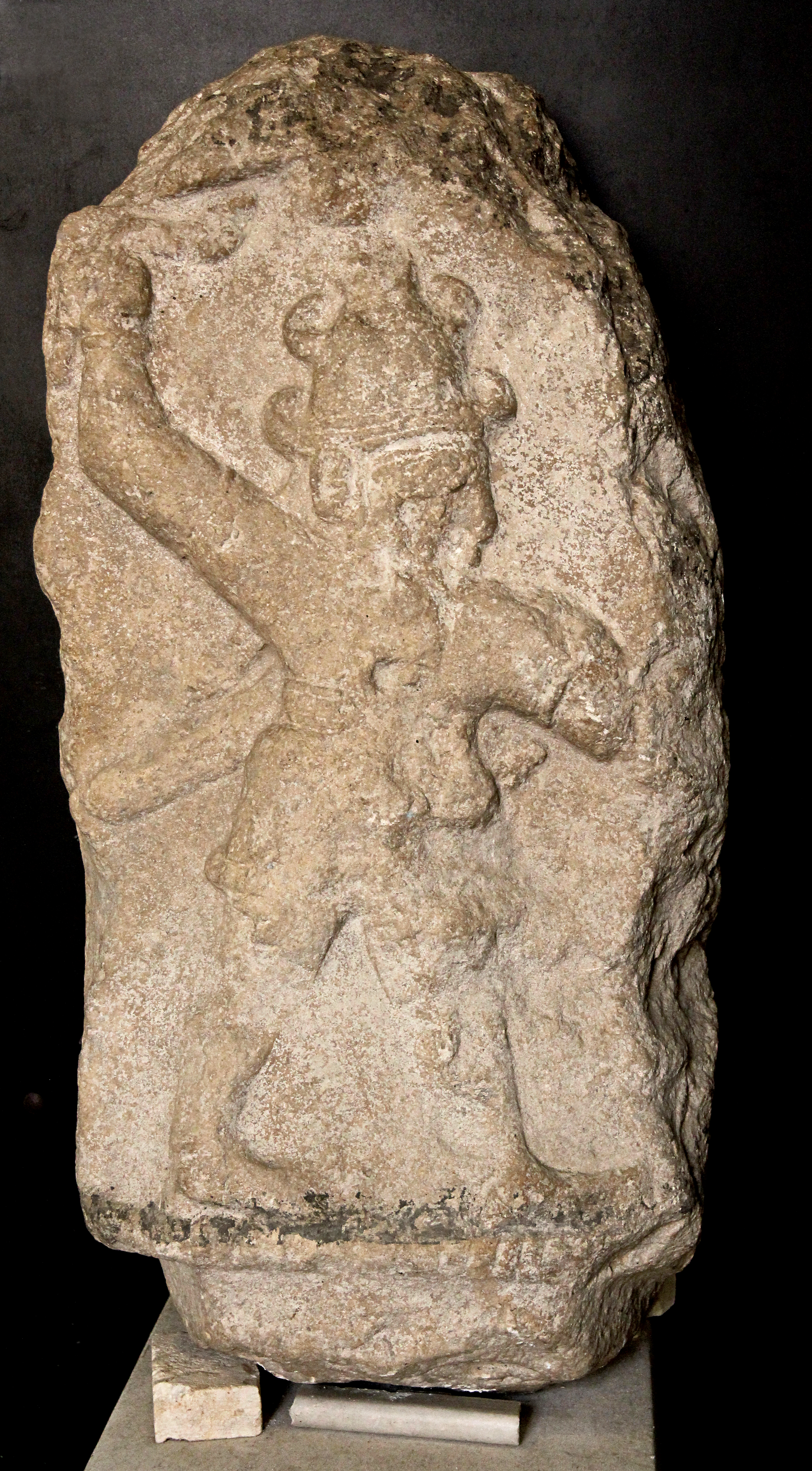
Stèle du dieu hittite de la météo.

Le musée est bâti sur un étage ; il contient des archives, un laboratoire photo et un espace de travail au sous-sol et une partie du rez-de-chaussée abrite des bureaux administratifs. L'espace muséographique se compose de deux salles d'exposition et d'une pièce de liaison. 
Parmi les objets exposés figurent des outils paléolithiques, des pointes de flèches néolithiques, des poteries de l'âge du cuivre, des pointes de lance, des ustensiles de cuisine et des bijoux des âges du bronze et du fer, ainsi que des objets des périodes hellénistique et romaine, tels que des statues, des mosaïques et des vases d'époque, des objets de pierre, de céramique et en verre. 
Au sous-sol, on trouve des objets présentant de nombreuses inscriptions de toutes les époques remontant à l'âge du bronze ainsi que des monnaies. 
Il convient particulièrement de noter une Stèle d'Adıyaman 2 (de), ainsi que de nombreuses autres stèles et pierres portant des inscriptions hiéroglyphiques luwiennes, exposées à l'extérieur du bâtiment. 
Enfin, la collection est complétée par des objets de la période islamique, notamment des époques seldjoukide et ottomane.
Le musée abrite des objets provenant des villes commagéniennes de Perrhe, Samosate, Ancoz et Direk Kale. 
Un remarquable relief votif de Jupiter Dolichenus provient de Perrhe. Donald H. Sanders, rédacteur en chef des rapports de fouilles de Nemrut Dag, indique que 37 caisses contenant des fragments de sculptures et des inscriptions de ce site sont conservées dans le sous-sol du musée.
Le directeur du musée, Fehmi Erarslan, précise que le musée a reçu environ 30 000 visiteurs en 2010.